# فرودگاه ویلا گزل
فرودگاه ویلا گزل  (به انگلیسی: Villa Gesell Airport) (به زبان بومی: Aeropuerto de Villa Gesell) یک فرودگاه همگانی  با کد یاتا VLG است که یک باند فرود آسفالت دارد و طول باند آن ۱۸۲۰ متر است. این فرودگاه در  کشور آرژانتین قرار دارد و در ارتفاع ۱۰ متری از سطح دریا واقع شده است.